# Felipinho (calciatore 1997)
Felipinho, pseudonimo di André Felipe de Almeida Santos (Itapetinga, 13 gennaio 1997), è un calciatore brasiliano, difensore della Juventude in prestito dallo Sport Recife.

## Caratteristiche tecniche
È un terzino sinistro.

## Carriera
Ha iniziato a giocare a calcio nell'Atlético de Alagoinhas, dove ha debuttato il 23 gennaio 2020 nell'incontro del Campionato Baiano pareggiato 2-2 contro il Fluminense de Feira. Divenuto in breve tempo titolare, nella stessa stagione ha disputato anche il campionato di Série D e la Copa do Nordeste.
Nel 2021 è stato acquistato dall'Artsul che lo ha prestato al Bahia, dove ha giocato il Campionato Baiano. Nel mese di luglio è passato al Sampaio Corrêa ma dopo un solo mese ha cambiato squadra passando, sempre in prestito, all'ABC. Con il club bianconero è rimasto anche nel 2022, vincendo il Campionato Potiguar ed ottenendo la promozione in Série B ma mancando il titolo in finale contro il Mirassol.
Nel dicembre del 2022 è stato ceduto in prestito allo Sport Recife, ma a causa di un infortunio al ginocchio è stato annunciato solamente nel mese di febbraio.. Riscattato al termine della stagione, l'anno successivo ha conquistato la promozione in Série A con il club rossonero, contribuendo alla causa con 22 presenze ed una rete. Al termine della stagione è stato ceduto in prestito alla Juventude.

## Statistiche

### Presenze e reti nei club
Statistiche aggiornate al 28 aprile 2025.
| Stagione            | Squadra                | Campionato          | Campionato | Campionato | Coppe nazionali | Coppe nazionali | Coppe nazionali | Coppe continentali | Coppe continentali | Coppe continentali | Altre coppe | Altre coppe | Altre coppe | Totale | Totale | Totale |
| Stagione            | Squadra                | Comp                | Pres       | Reti       | Comp            | Pres            | Reti            | Comp               | Pres               | Reti               | Comp        | Pres        | Reti        | Pres   | Reti   |        |
| ------------------- | ---------------------- | ------------------- | ---------- | ---------- | --------------- | --------------- | --------------- | ------------------ | ------------------ | ------------------ | ----------- | ----------- | ----------- | ------ | ------ | ------ |
| 2020                | Atlético de Alagoinhas | PD/BA+D             | 11+14      | 2+0        | CB              | 1               | 0               | -                  | -                  | -                  | CdN         | 2           | 1           | 28     | 3      |        |
| 2021                | Bahia                  | PD/BA               | 10         | 0          | CB              | 0               | 0               | -                  | -                  | -                  | CdN         | 1           | 0           | 11     | 0      |        |
| 2021                | Sampaio Corrêa         | B                   | 5          | 0          | CB              | 0               | 0               | -                  | -                  | -                  | -           | -           | -           | 5      | 0      |        |
| 2021                | ABC                    | D                   | 9          | 0          | CB              | 0               | 0               | -                  | -                  | -                  | CdN         | 3           | 0           | 12     | 0      |        |
| 2022                | ABC                    | PD/RN+C             | 18+20      | 2+1        | CB              | 2               | 0               | -                  | -                  | -                  | -           | -           | -           | 40     | 3      |        |
| Totale ABC          | Totale ABC             | Totale ABC          | 47         | 3          |                 | 2               | 0               |                    | -                  | -                  |             | 3           | 0           | 52     | 3      |        |
| 2023                | Sport Recife           | A1/PE+B             | 6+33       | 1+3        | CB              | 4               | 0               | -                  | -                  | -                  | CdN         | 6           | 0           | 49     | 4      |        |
| 2024                | Sport Recife           | A1/PE+B             | 10+22      | 2+1        | CB              | 4               | 0               | -                  | -                  | -                  | CdN         | 9           | 1           | 45     | 4      |        |
| Totale Sport Recife | Totale Sport Recife    | Totale Sport Recife | 71         | 7          |                 | 8               | 0               |                    | -                  | -                  |             | 15          | 1           | 94     | 8      |        |
| 2025                | Juventude              | PD/RS+A             | 6+5        | 0          | CB              | 0               | 0               | -                  | -                  | -                  | -           | -           | -           | 11     | 0      |        |
| Totale carriera     | Totale carriera        | Totale carriera     | 169        | 12         |                 | 11              | 0               |                    | -                  | -                  |             | 21          | 2           | 201    | 14     |        |

## Palmarès

### Club

#### Competizioni statali
- Copa do Nordeste: 1

Bahia: 2021
- Campionato Potiguar: 1

ABC: 2022
- Campionato Pernambucano: 2

Sport Recife: 2023, 2024